# Silver Arrow Darter
Silver Arrow Darter — беспилотный летательный аппарат, производимый в Израиле, разработан израильской компанией Silver Arrow, дочерней фирмой компании Elbit Systems. Первый полёт многоцелевого БПЛА состоялся в 1995 году.  БПЛА предназначен для  ведения разведки и наблюдения с передачей данных как в режиме реального времени, так и в записи, может быть также использован для решения задач РЭП, метеоразведки, имитации целей, В гражданской сфере может быть использован для мониторинга инфраструктуры, контроля состояния окружающей среды и пожароохраны, контроля радиационного фона, мониторинга лесов и диких животных и поверхности океана.
Конструктивно БПЛА представляет собой моноплан с толкающим поршневым двигателем.  В состав стандартного оборудования входит комбинированная ТВ-инфракрасная система, широкоугольный оптико-электронный комплекс, тепловизор  и обзорная инфракрасная система, а также видеокамера.

## Характеристики
- Размах крыла — 4,26 м.
- Длина — 3,62 м.
- Масса
  - топлива — 18,2 кг.
  - полезной нагрузки — 22,7 кг.
  - максимальная взлетная — 100 кг.
- Тип двигателя — 1 ПД UEL AR 741
- Мощность — 1 х 38 л.с.
- Максимальная скорость — 204 км/ч
- Крейсерская скорость — 92-139 км/ч
- Радиус действия — 92 км.
- Продолжительность полёта — до 10 ч.
- Скороподъемность — 457 м/мин.
- Рабочая высота
  - минимальная — 915 м.
  - максимальная — 5485 м.
  - практический потолок — 6100 м.